# Mollerusstraat 3 (Baarn)
De villa Mollerusstraat 3 is een gemeentelijk monument in de Mollerusstraat in Baarn in de provincie Utrecht.
De villa is gebouwd tussen 1875-1880 en heeft twee bouwlagen en haaks op elkaar staande zadeldaken. Het rechter deel heeft een erker, links is een serre. De geveltop en de daklijsten zijn in chaletstijl. Aan het gebouw zitten veel decoraties in uiteenlopende stijlen.